# Торре-де-Санта-Марія (Касерес)
Торре-де-Санта-Марія (ісп. Torre de Santa María) — муніципалітет в Іспанії, у складі автономної спільноти Естремадура, у провінції Касерес. Населення — 629 осіб (2010).
Муніципалітет розташований на відстані близько 240 км на південний захід від Мадрида, 32 км на південний схід від Касереса.

## Демографія
Динаміка населення (INE ):

## Галерея зображень

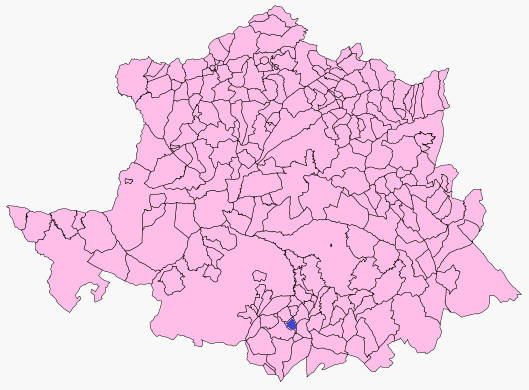
Розташування муніципалітету у провінції Касерес